# Launchy
Launchy é um utilitário para acesso rápido e execução de aplicações livre para Linux e Windows.

## Utilização
Ao iniciar, o Launchy indexa programas, pastas, arquivos e sites marcados como favoritos e se torna uma espécie de índice virtual. Seu uso é muito simples e não requer hardware potente. Basta apertar as teclas Alt + Espaço que uma janela surge em frente a todos os programas abertos solicitando que se digite o nome do item procurado. Enquanto se digita, o programa completa a informação sugerindo o programa encontrado mais próximo ao nome digitado. Quando há mais de uma opção para o nome completo digitado, também é exibida uma lista com os possíveis itens. Esta lista também pode ser exibida a qualquer momento apertando a seta para baixo do teclado durante a digitação do nome.